# Stranvaesia davidiana
Stranvaesia davidiana là loài thực vật có hoa trong họ Hoa hồng. Loài này được Decne. mô tả khoa học đầu tiên năm 1874.

## Hình ảnh

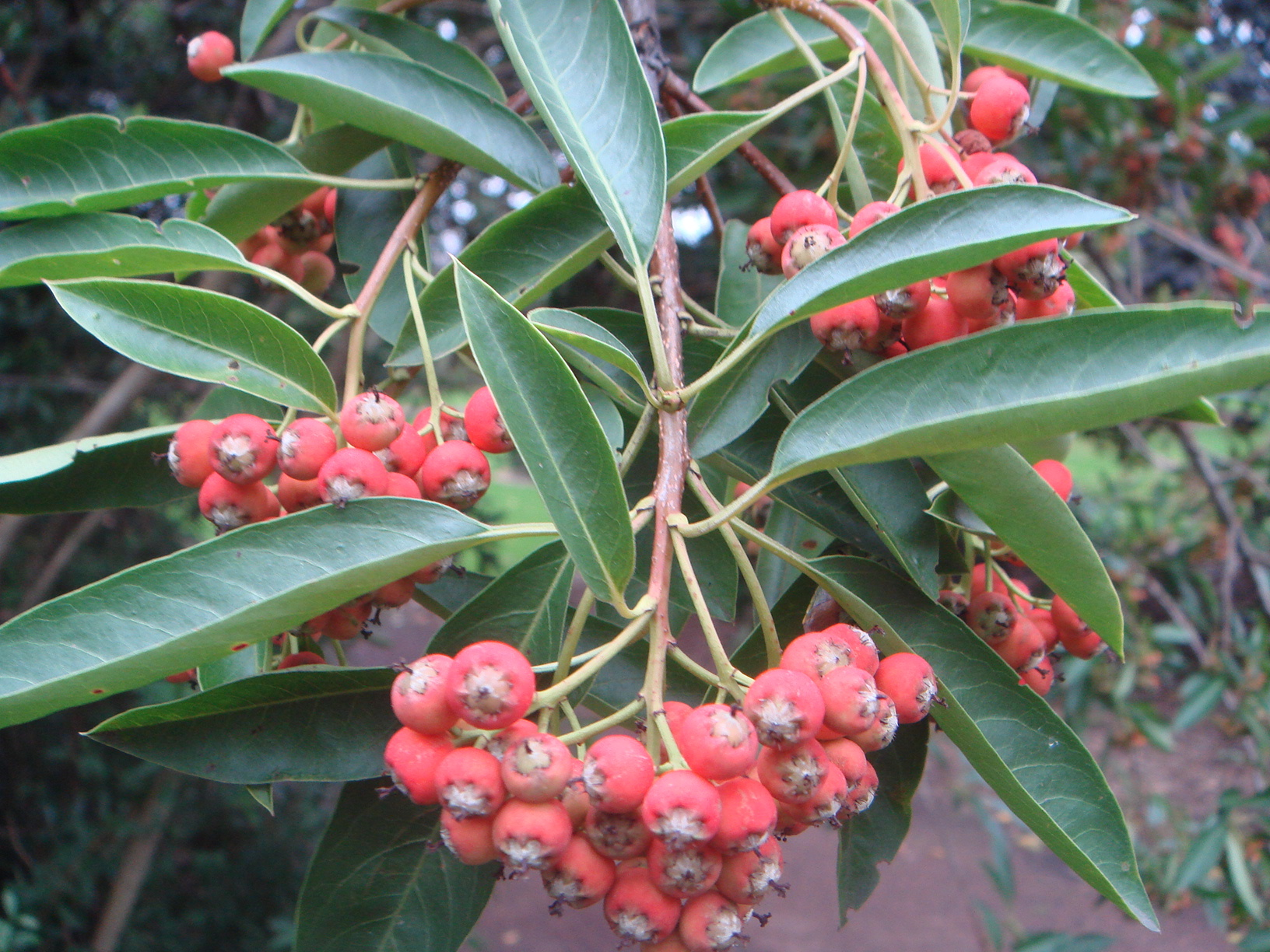
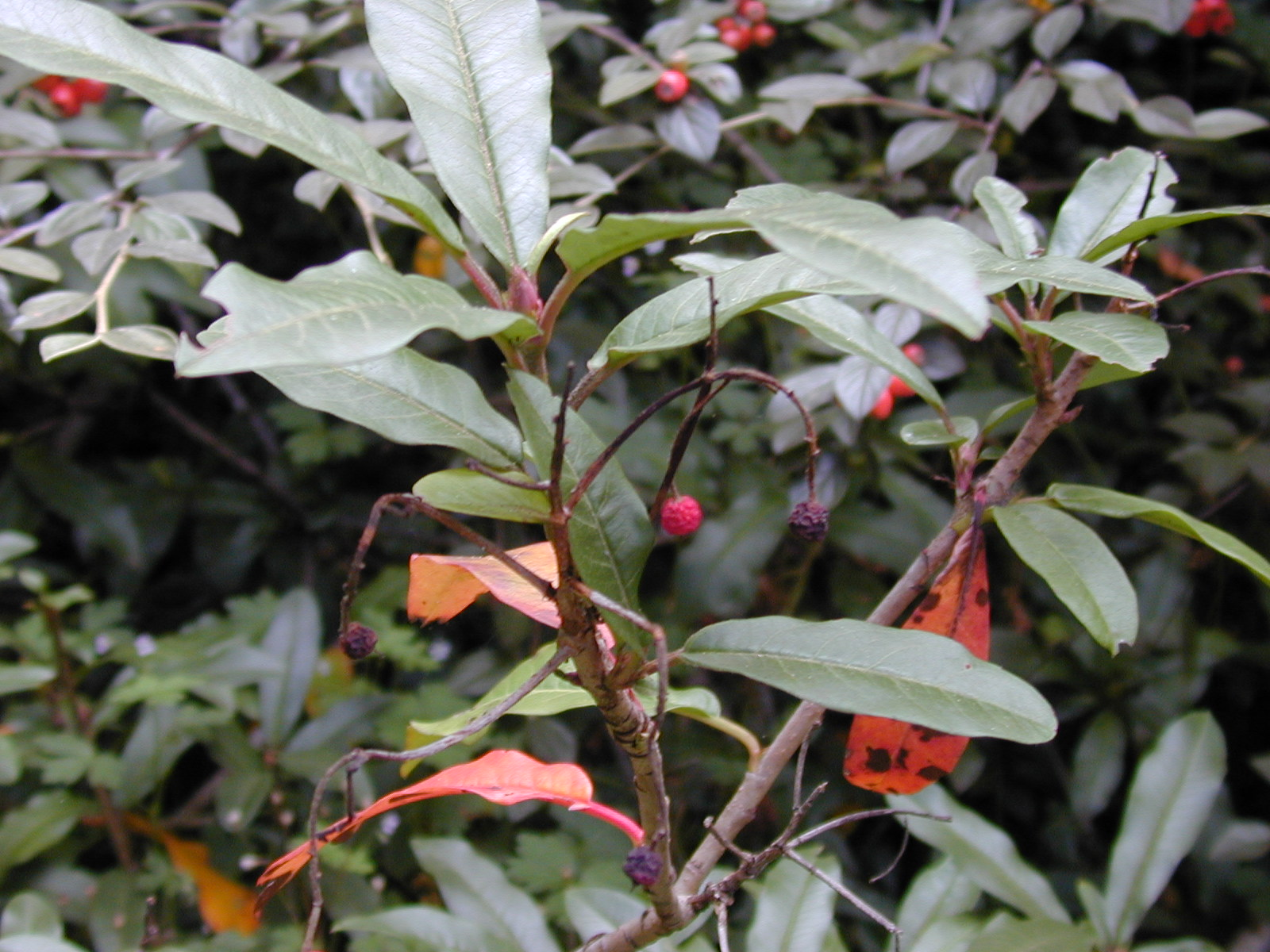
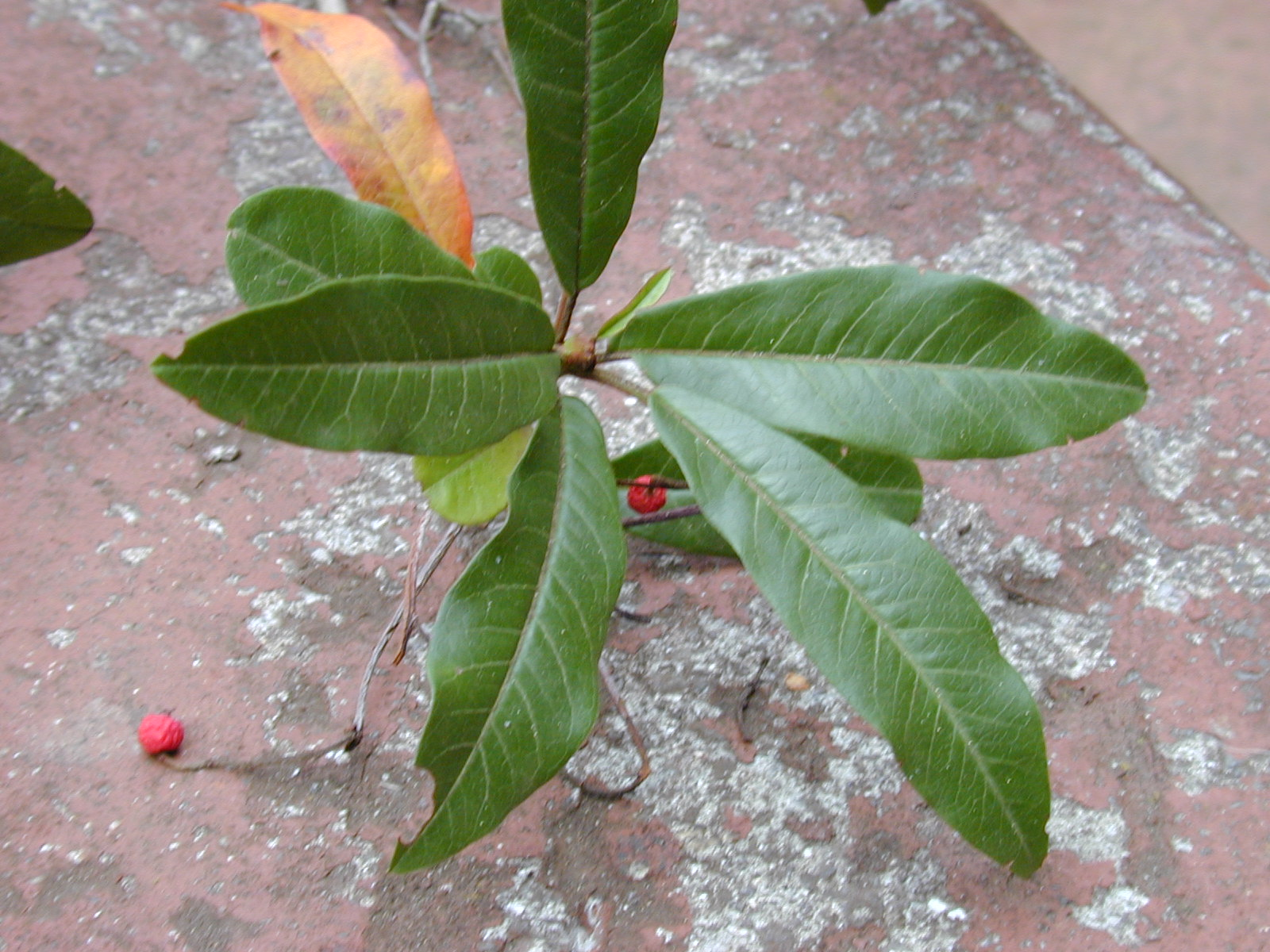
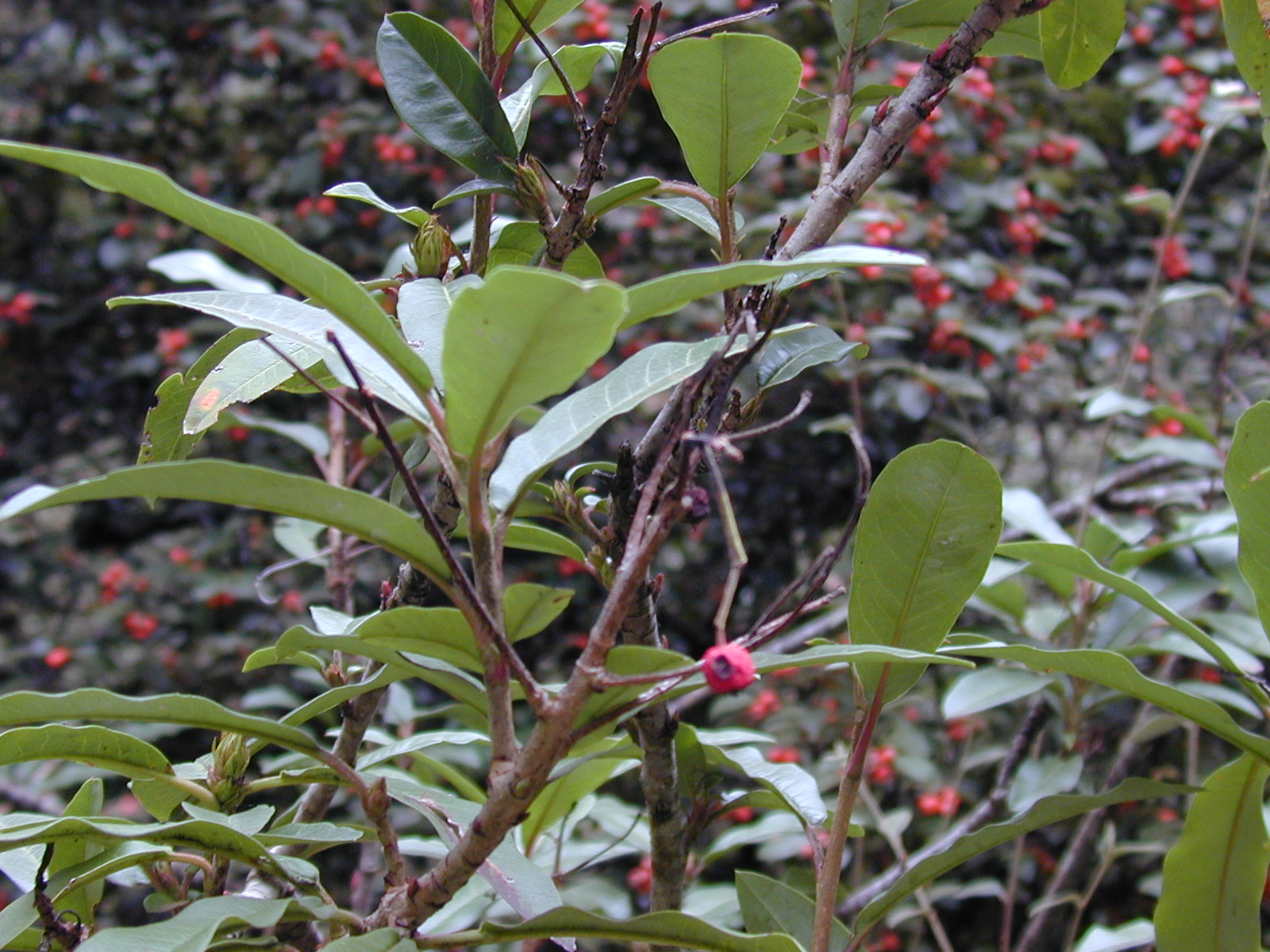